# Ljubov Odynokova
Ljubov Ivanivna Odynokova-Berezjna (ukrainska: Любов Іванівна Одинокова-Бережна; ryska: Ljubov Odinokova-Berezjnaja), född Berezjna den 24 juli 1955 i Otradnyj, Ryska SFSR i Sovjetunionen (nu Ryssland), är en ukrainsk sovjetisk före detta handbollsspelare.
Hon var med och tog guld vid både OS 1976 i Montréal och OS 1980 i Moskva.